# إتش أ. ليندسي
إتش أ. ليندسي (بالإنجليزية: H. A. Lindsay)‏ هو كاتب وفلاح ونحال وكاتب للأطفال أسترالي، ولد في 13 نوفمبر 1900 في Hyde Park, South Australia ‏ في أستراليا، وتوفي في 1969 في Highgate, South Australia ‏ في أستراليا.